# 角野隼斗
角野 隼斗（すみの はやと、Hayato Sumino、1995年〈平成7年〉7月14日 - ）は、日本のピアニスト・作曲家・編曲家。千葉県八千代市出身。YouTube名は「Cateen かてぃん」名義で活動。チャンネル登録者数は149万人、総再生回数は2億3000万回を超えている。（2025年8月現在）

## 略歴
1995年7月14日、千葉県八千代市生まれ。家のリビングにあるグランドピアノに、物心ついた頃から触れていた。3歳からピアノ講師である母・角野美智子の指導を受け始め、6歳から金子勝子に師事。9歳時のテレビ出演において絶対音感、小学2年時点で作曲能力を有している「天才音楽家」として紹介された。
千葉県八千代市の中学受験をする児童がほとんどいない公立小学校から受験をして、開成中学校に合格。入試時の算数は満点と推定される（通っていた塾による採点）。開成高等学校から東京大学理科一類に現役合格。大学では、「東大ピアノの会」（クラシックピアノを弾くサークル）と「東大POMP」（バンドサークル）に所属。
東京大学3年次に工学部計数工学科数理情報工学コースに進学し、音声情報処理（特に音源分離）の手法について研究。東京大学大学院進学後は情報理工学系研究科創造情報学専攻にて機械学習を用いた自動採譜と自動編曲について研究。
2018年8月のピティナ・ピアノコンペティション（PTNA/ピティナ）特に、恩師金子勝子の強い勧めもあって、挑戦。卒業後の就職を考え、インターンシップをしながらタイトなスケジュールで猛練習をこなし、特級グランプリを受賞。音響工学研究者より音楽家になる決意を固め、コンサートピアニストとして活動を始める。
2018年9月より半年間、東大研究室の教授推薦により、フランス音響音楽研究所 (IRCAM) に留学し、音楽情報処理の研究に従事。
2019年に東大POMPの先輩らと男女混成6人のシティソウルバンド「Penthouse」を結成し、Cateen名義でPf.（ピアノ/キーボード）を担当。

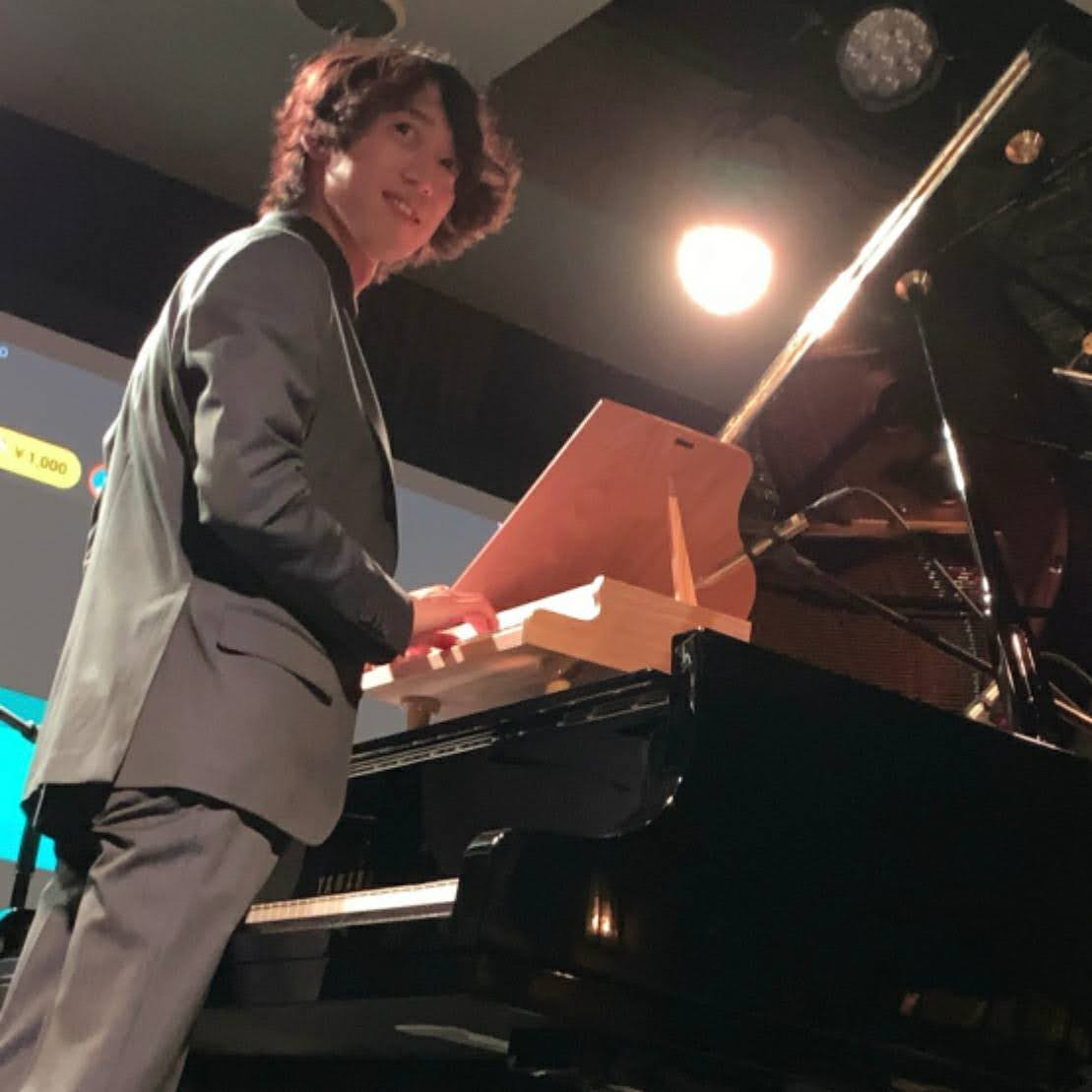
2020年

2020年3月、在学中のピティナ特級グランプリ受賞・国内外でのピアニストとしての活躍が評価され、課外活動の分野で（成績も加味される）東京大学総長大賞を受賞し、大学院（修士課程）を修了。
2024年3月、ソニー・クラシカルと契約。世界デビュー・アルバム『Human Universe』を10月30日にリリースした。

## 人物
2023年4月より米ニューヨークにも部屋を借り、東京とニューヨークの2拠点を持つ。
東大では音や音楽に関わる工学的な研究をするため工学部計数工学科数理情報工学コースへ進学。人工知能の機械学習を『音源分離』に用いる研究に従事し、論文「独立深層学習行列分析に基づく多チャネル音源分離」（共同研究/筆頭著者）で日本音響学会・学生優秀発表賞を受賞。東京大学大学院進学後も『音源分離』の研究をしていたが、音楽を専門的に研究できる環境のあるフランスへ留学し、以後自動採譜や自動編曲をテーマに研究を重ね、修士論文「音響特徴空間の聴覚的な類似度を考慮した自動採譜および自動編曲への応用」により2020年3月に大学院を修了。「今後もこれまで得た知見を活かしつつ、演奏者の立場から研究に関わっていく予定である」と語っている。
角野の中では、ピアニスト（バンド活動も含めて）・YouTubeでの活動・研究者であることは、全て「音楽」に関わることでつながっている。クラシックピアノで培った技術や表現力がYouTube動画やバンド活動に生かされ、バンド活動などで出会った音楽やコード進行やリズム感がピアノの演奏やYouTubeでのアレンジに生かされ、AIを使って楽曲の音を取り出し特徴を分析して自動採譜・自動編曲する研究とピアニストとしての活動は、双方を支え合い、両軸となっている。東大を卒業するにあたって大学に提出した進路状況調査には「ピアニスト」ではなく「音楽家」と書かれている。
好きな音楽家・アーティストは、フレデリック・ショパン、フランツ・リスト、セルゲイ・ラフマニノフ、小曽根真、上原ひろみ、ジェイコブ・コリアー。小曽根真については、音楽家としてさまざまな面で影響を受けていると各種メディアで公言している。
好きな食べ物は、ベビーカステラ、ゴーヤチャンプルー、チャーハン、コーラ。

## エピソード
- ピアノは3歳から始めたが単調な練習はあまり好きではなかったので、しばしばゲームをしたり、ピアノと同じくらい好きだった数学の本を図書館で読みふけっていた[19][12]。
- 音ゲーを始めたのは5歳の頃。本格的にやり始めたのは中3[12]。高3の時に『jubeat』の全国大会でベスト8入りした[20]。
- 高校時代はピアノよりも音ゲー（特に『jubeat』）やロックなどに傾倒し、学内のバンドで編曲とドラムを担当[12][20]。
- 東京大学への進学理由は大学に進むにあたり、東京藝術大学か東京大学か迷ったものの、両親からの助言と「東大の方が、より多くの選択肢をもち続けられる」と考えたため[2]。また、周囲に芸大を受験する友人はおらず、「だったらみんなと一緒に塾に通って、帰りにうどん食ったりしながら、勉強したい」と東大受験を決めた[21]。
- 2019年の夏にはポーランドでのマスタークラスに参加し、ピアニストの反田恭平と同部屋になった[22]。『角野隼斗のはやとちりラジオ』での対談によると、反田から見た第一印象は「道端のダンボールに入っている子猫[動画 4]」だったが、角野が部屋のキーボードを弾き始めたことで打ち解け、マスタークラスの終わるころには親友になった[動画 4]。
- 自宅のグランドピアノは「スタインウェイ B-211 ニューヨーク製」。もともとピティナ・ピアノコンペティション特級グランプリの副賞として2019年4月から1年間貸与され、2020年4月に返却することになっていた。貸与される際、ピアノは3台の中から1台を選ぶことができたが、「弱音の美しさ」に惚れこんでこのピアノを選んだ。1年を共にして「相棒」と呼ぶほどに手離したくなくなったため、思い切って購入を決断した[23]。

## 家族・親族
家族構成は、父母と妹・猫2匹（プリンとチェロ）を飼っている。プリンとチェロは、オリジナル曲『大猫のワルツ』のモデルとなっている。
母はピアノ講師の角野美智子（桐朋学園大学ピアノ科を経て、ニューイングランド音楽院に留学）。Sumino Piano Academyを主宰。自宅だけでなく、東京都港区にもレッスン室を持つ。
妹は同じくピアニストの角野未来（東京藝術大学音楽学部附属音楽高等学校、東京藝術大学を経て、東京藝術大学院音楽研究科2年在学中）。
宇宙飛行士の山崎直子（宇宙政策委員会委員、女子美術大学客員教授）は、従叔母（父のいとこ）に当たる。

## 主な受賞歴
- 2000年 - 第24回ピティナ・ピアノコンペティション全国大会A2級優秀賞受賞[1][20]
- 2002年 - 第26回ピティナ・ピアノコンペティション全国大会B級銀賞受賞[27]
- 2002年 - 第11回ちば音楽コンクール全部門最優秀賞を史上最年少で受賞[28]
- 2003年 - 第4回ショパン国際ピアノコンクール in ASIA小学1.2年生部門金賞[29]
- 2003年 - 第27回ピティナ・ピアノコンペティション全国大会C級銀賞受賞[30]
- 2004年 - 第28回ピティナ・ピアノコンペティション全国大会D級銀賞受賞[31]
- 2005年 - 第29回ピティナ・ピアノコンペティションJr.G級全国大会金賞受賞[32]
- 2011年 - 第12回ショパン国際ピアノコンクール in ASIA中学生部門金賞受賞[33]
- 2017年 - 第18回ショパン国際ピアノコンクール in ASIA 大学・一般部門において金賞、および特別優秀賞・ソリスト賞受賞[34]
- 2017年 - 第27回日本クラシック音楽コンクール大学男子の部第3位（最高位）[35]
- 2018年 - 第42回ピティナ・ピアノコンペティション特級グランプリ[36]、文部科学大臣賞およびスタインウェイ賞受賞[37]
- 2019年 - リヨン国際ピアノコンクール（Concours International de Piano de Lyon 2019）第3位（2位なし）[38]

## 活動

### ピアニストとして
2018年のピティナ・ピアノコンペティション特級グランプリ受賞を契機に本格的にピアニストとしての活動を始める。2025年現在、ピアノを金子勝子、ジャン＝マルク・ルイサダ、吉田友昭に、ジャズ理論を宮本貴奈に師事。これまでに国立ブラショフ・フィルハーモニー交響楽団、日本フィルハーモニー交響楽団、千葉交響楽団、STAND UP! ORCHESTRA、シアターオーケストラトーキョー、群馬交響楽団、読売日本交響楽団、関西フィルハーモニー管弦楽団、東京フィルハーモニー交響楽団、仙台フィルハーモニー管弦楽団、ポーランド国立放送交響楽団、高雄市交響楽団、ハンブルク交響楽団、NHK交響楽団、ブルガリアナショナルラジオ交響楽団、ボストン・ポップス・オーケストラ等とピアノ協奏曲のソリストとして共演。
2018年9月より半年間のフランス留学中にクレール・テゼール、ジャン＝マルク・ルイサダらに師事。留学中にパリのSalle Cortotなどで合わせて9回のコンサートを行った他、ウィーン、ポーランドにてリサイタルに出演。
2019年だけで年間30回以上のコンサートを開催。2019年12月に行った全国ツアー“Inspiration from Rachmaninov”では、札幌・福岡・大阪・東京・東京追加・名古屋の全6公演のチケットが完売した。
2020年は新型コロナウイルスの影響でほとんどのコンサートが中止となったものの、11月6日に開催されたニコライ・カプースチン追悼コンサート～Dedicated to You ニコライ･カプースチン･フォーエバー～などに出演。12月13日にサントリーホールにてソロリサイタル2公演（リアル公演とストリーミング（配信）公演）を同日開催。リアル公演のチケットは発売日即日5分で完売。ストリーミング公演は、世界11の国と地域にも同時配信・視聴された。
2021年には6月6日および7日にブルーノート東京で2daysのべ4公演の単独ライブを開催して成功。7日の最終公演では角野のメンターであるジャズピアニスト小曽根真も飛び入り参加した。
2021年7月ショパンコンクール予備予選に参加し、通過。10月からの予選に参加資格を得る。（ちなみに今大会において、日本からの予備予選免除者は、同じ金子勝子門下にいたことのある牛田智大1名のみ。これは、直近の浜松国際ピアノコンクール2位の受賞歴によるもの。）
2021年8月23日、スタインウェイ社よりスタインウェイ・アーティストとして認定。
2021年10月に開催された第18回ショパン国際ピアノコンクールで三次予選進出（セミファイナリスト）。使用ピアノはスタインウェイ300（ちなみに、2位の反田恭平、4位の小林愛実はスタインウェイ479、優勝したブルース・リゥはファツイオリを使用）。この時の、テレビの密着取材も受ける中でファイナリストに残ることが出来なかったのは大きな挫折であったと、後のメディアのインタビューで度々言及している。
2021年12月31日、第72回NHK紅白歌合戦にて出場者上白石萌音『夜明けを口ずさめたら』の伴奏をし、同一年内に、ショパンコンクール（クラシック）、ブルーノート（ジャズ）、紅白歌合戦（ポップス、J-POP）の三大タイトルで演奏した最初の人物となった。
2022年4月2日より放送が開始された新番組、NHK総合『サタデーウオッチ9』のテーマ音楽を担当。自身が作曲とピアノ演奏を務め、テーマ曲の他にスポーツコーナーやお天気コーナーなどの音楽も作曲・演奏した。
2022年7月31日に苗場でのフジロックフェスティバルに出場し、MCを入れず、王道のクラシックを素足で演奏。同時配信されたフジロックフェスティバル公式YouTubeでは、同時接続4万1千人超。特に、フレデリック・ショパンの「英雄ポロネーズ」は、裸足で弾いたことから、「裸足の英雄」とファンの間で呼ばれている。
2021年6月から2022年7月までの実質13か月・足掛け2年で、ジャズ、クラシック、ポップス、ロックの4大タイトルの大舞台で演奏した最初の人物となった。
2022年1月より「角野隼斗 全国ツアー2022 “Chopin, Gershwin and…“」を開催。全9公演のチケットが完売。また、ツアーファイナルの東京国際フォーラムホールA公演はフレデリック・ショパン、自作曲などに加えて特別プログラムとして指揮者の藤岡幸夫、東京フィルハーモニー交響楽団を迎え、ジョージ・ガーシュウィンのピアノ協奏曲 ヘ調を演奏した。この公演は国内や海外でもリアルタイム配信された。。
2023年1月より「角野隼斗コンサートツアー ”Reimagine”」全16公演を開催。
得意の数学を生かし、2進法を使った演出（ステージ上の4本のライトで公演回数と曲番号を表現）で観客を楽しませた。また、布を挟んだ細工を施し音質を柔らかくしたアップライトピアノと、フルコンサートサイズのグランドピアノを背中合わせで舞台上にセットし、両方を使い分けて弾いていく斬新なステージとなった。
角野はアップライトピアノの内省的な音質をとても気に入り、このツアーで使ったピアノを「かてぃんピアノ」と名付け、「UPRIGHT PIANO PROJECT Piano for myself」として、後日、無料で全国に貸し出した。このツアーの2進法による演出は、3月10日、NHK総合「あさイチ」のプレミアムトークに角野本人が登場し、紹介された。生放送のトーク番組への出演は自身初である。
同日19時開演の東京オペラシティでの千穐楽では、最終公演の「16回目」を今まで使っていなかった5個目のライトで表現。アンコールで使用した、ステージより一段高いパイプオルガンの脇に、5個目のライトが点灯したとき、コロナ規制がとられ、原則として発声禁止が推奨されていたにもかかわらず（コロナ規制解禁は3日後の3月13日から）、満員の観客席から、抑えきれない驚きと感動の歓声が上がった。パイプオルガンで、バッハの「G線上のアリア」とオリジナル曲「HumanUniverse」を続けて演奏し、最後はステージ上に再び降り、「かてぃんピアノ」でダニーボーイを弾ききった。
2024年1月31日より「角野隼斗 全国ツアー 2024 “KEYS”」全23公演を開催。全国各地の会場を回ったほか、東京公演はサントリーホール大ホールにて異例の4日間開催され、話題となった。
2024年3月、ソニー・クラシカルとワールドワイド契約したことが発表された。クラシックの世界的名門レーベル、ソニー・クラシカルと専属ワールドワイド契約を結んだ日本人演奏家では過去に、ヴァイオリニストの五嶋みどり、樫本大進、ピアニストの藤田真央がおり、角野の契約は日本人演奏家として4人目となった。2024年秋にワールドワイド・デビューアルバムをリリースすることが決定した。
2024年4月6日よりリニューアルした、NHK総合『サタデーウオッチ9』のテーマ音楽を担当。2022年番組開始当初の音楽担当からの続投となった。曲タイトルは北極星を意味する『Polaris』と発表された。角野は「初めてオーケストラを書きました」と明かしている。（編曲は作曲家の関向弥生が加わって行われた）
ピティナ・ピアノコンペティションでの主な演奏動画は「ピティナ・ピアノ事典　角野　隼斗」で閲覧することができる。
2025年3月7日にはTHE FIRST TAKEに出演。Cateen名義でmiletと出演して以来3年ぶり、単独では初の登場で「７つのレベルのきらきら星変奏曲」を披露した。クラシック音楽でのチャンネル出演は藤田真央に続き史上2人目である。
2019年の結成以来バンド「Penthouse」のメンバーとしても活動。配信シングル9枚、単独ライブ2回の他、毎週バンドの公式YouTubeチャンネルでカバー動画などを公開している。バンドメンバーとして2021年11月にビクターエンタテインメントからメジャー・デビュー。

### YouTubeでの活動
YouTube名「かてぃん」は、中学一年生の時に『太鼓の達人』をプレイする際にひらがな4文字の名前を登録することになり、ゲームのキャラクターの「かっちゃん」の名前をもじってつけたのが「かてぃん」だったことに由来する。
中3のころからボカロや音ゲーの曲をニコニコ動画に投稿。2011年9月（高1）にYouTubeチャンネルに初めて動画を投稿（jubeat copious 【片手】 Far east nightbird(EXT) EXCELLENT | Right-hand play）。当初はjubeatなどの趣味のゲームのプレイ動画やゲーム音楽の動画を投稿していたが、2019年春ごろからYouTubeを「自分の音楽を自由に発信する場」として、クラシック・ゲームミュージック・国内外のポピュラー音楽・ジャズなど、ジャンルを問わずさまざまな曲を自ら演奏・編曲・作曲して投稿している。
チャンネル登録者数は2019年12月に10万人、2020年10月に50万人、2022年6月には100万人に達し、総再生回数も1億回を越えている。2020年からピアノのほかにトイピアノ（『3分クッキングを壮大に弾いてみた』など）、ピアニカ（『ピアノとピアニカの二重奏「人生のメリーゴーランド」（ハウルの動く城）/ 久石譲』など）、ルーパー・カホン・シンセサイザー（以上、Cateen's Piano Live GWスペシャルなど）、自動演奏ピアノ（猫ふんじゃった（超能力ver）など）も使用した動画を制作している。
2020年4月6日から新型コロナウイルスの流行による外出自粛・コンサート自粛の流れに伴い、誰でも参加できる「#playwithcateen」の企画を開催。参加者が作った短いパフォーマンス動画に、本人が伴奏や演出を加えてコラボ動画を制作し公開していた。
Cateen’s Piano Live
月1回程のペースでYouTubeの生配信ピアノライブを行っている。会場は自宅またはライブハウス。特徴は、90分ほどのライヴ配信で、YouTubeのチャットからリアルタイムに寄せられるリクエストを受けながら、その場で即興的に演奏を紡ぎ出していく。即興演奏しながら次の曲とそれ以降の曲を決め、次の曲のアレンジや弾いている曲からのつなぎを考える（つなぎは流れるように自然に行う）。チャット画面を目で追ってリクエスト曲を探し出し（鍵盤を見ずにチャット画面を見ながら弾いていることが多い）前回のライブでリクエストされて弾けなかった曲や、その日のライブの最初の頃にチャットでリクエストされた曲を思い出して組み込む。これらを同時に行っている。ひとつの曲の長さは概ね数秒～2、3分程度で次の曲に移るが、マッシュアップや同じ曲が再登場することも多くある。ジャンルはクラシック・アニメ・ゲーム・国内外のポピュラー音楽・ジャズ・フュージョン・効果音等。

## ディスコグラフィ

### 角野名義の作品
| 発売日 | 発売日                                            | タイトル                                                     | レーベル                       | 規格                       | 規格品番                        | 備考 |
| ------ | ------------------------------------------------- | ------------------------------------------------------------ | ------------------------------ | -------------------------- | ------------------------------- | --- |
| 2019年 | 6月7日                                            | 『パッション』                                               | ワーナーミュージック・ジャパン | CD・デジタル・ダウンロード | WQCC-498                        | ファーストアルバム ショパン・リスト・スクリャービン・ラフマニノフらの作品を収録                                                 |
| 2020年 | 5月13日                                           | 『角野隼斗 – 交響曲第2番 第3楽章アダージョ（ピアノ編曲版）』 | イープラスミュージック         | デジタルダウンロード       |                                 | ラフマニノフの交響曲第2番より第3楽章を角野がピアノソロ版に編曲し演奏                                                            |
| 2020年 | 12月23日                                          | 『HAYATOSM』                                                 | イープラスミュージック         | CD・デジタルダウンロード   | 初回盤：em-0007 通常盤：em-0008 | 角野初のフルアルバム。詳細はHAYATOSM参照                                                                                        |
| 2022年 | 8月10日                                           | 『追憶』                                                     | イープラスミュージック         | デジタルダウンロード       |                                 | |
| 2022年 | 8月10日                                           | 『胎動』                                                     | イープラスミュージック         | デジタルダウンロード       |                                 | |
| 2022年 | 10月17日                                          | 『ショパン: ピアノ協奏曲 第1番 ホ短調 作品11』               | イープラスミュージック         | デジタルダウンロード       |                                 | 9月10日に大阪のザ・シンフォニーホールでポーランド国立放送交響楽団とともに演奏された、ショパンのピアノ協奏曲第1番の全3楽章を収録 |
| 2023年 | 5月5日                                            | 『かすみ草』                                                 |                                | デジタルダウンロード       |                                 | TBSテレビドラマ『私がヒモを飼うなんて』メインテーマ                                                                             |
| 2024年 | 10月30日 (国内盤) 、1１月１日 (輸入盤) (発売予定) | 『Human Universe』                                           | Sony Classical Records         | CD・デジタルダウンロード   |                                 | 角野の世界デビューアルバム。 |

### オリジナル曲
| タイトル                                                                  | 初公開（年月・場所等）                                              | リリース（楽譜・CD等）                | 備考（レーベル・出版元・ISBN等）                                                 |
| ------------------------------------------------------------------------- | ------------------------------------------------------------------- | ------------------------------------- | -------------------------------------------------------------------------------- |
| 『After The Monochrome』                                                  | 2019年12月 角野隼斗全国ツアー2019（アンコール曲）                   |                                       |                                                                                  |
| 『7 levels of Twinkle Twinkle Little Star 7つのレベルのきらきら星変奏曲』 | 2020年7月 YouTubeに投稿                                             | 2020.11楽譜出版                       | 出版元：ヤマハミュージックエンタテインメントホールディングス ISBN 978-4636977936 |
| 『Happy Birthday To Everyone 12の調によるバースデー変奏曲』               | 2020年7月 YouTubeに投稿                                             | 2020.11楽譜出版                       | 出版元：ヤマハミュージックエンタテインメントホールディングス ISBN 978-4636977943 |
| 『大猫のワルツ』                                                          | 2020年7月 NEO PIANO CO. LABO（配信ライブ）                          | 2020.12発売アルバム「HAYATOSM」に収録 | 詳細は「HAYATOSM」参照                                                           |
| 『ティンカーランド』                                                      | 2020年12月 メゾン・ド・ミュージック 「角野隼斗のはやとちりラジオ」  | 2020.12発売アルバム「HAYATOSM」に収録 | 同上                                                                             |
| 『ピアノソナタ第0番「奏鳴」』                                             | 2020年12月 YouTubeに投稿                                            | 2020.12発売アルバム「HAYATOSM」に収録 | 同上                                                                             |
| 『26時10分』                                                              | 2021年1月 Penthouse 6枚目のシングルとして 同YouTubeチャンネルで公開 |                                       | Cateen名義で浪岡真太郎と共に作曲                                                 |
| 『One Minute Hourglass / 1分間の砂時計』                                  | 2021年3月 YouTubeに投稿                                             |                                       |                                                                                  |
| 『HUMAN UNIVERSE』                                                        | 2021年6月 LIVE AT BLUE NOTE TOKYO                                   |                                       |                                                                                  |
| 『Frog Swings』                                                           | 2021年6月 LIVE AT BLUE NOTE TOKYO                                   |                                       |                                                                                  |
| 『ココドコ』                                                              | 2021年6月 LIVE AT BLUE NOTE TOKYO                                   |                                       |                                                                                  |
| 『胎動』                                                                  |                                                                     | 2022.8配信リリース                    |                                                                                  |
| 『追憶』                                                                  |                                                                     | 2022.8配信リリース                    |                                                                                  |

### 参加作品
| 発売日 | 発売日   | タイトル                                                   | レーベル                                        | 規格                     | 規格品番                            | 備考 |
| ------ | -------- | ---------------------------------------------------------- | ----------------------------------------------- | ------------------------ | ----------------------------------- | --- |
| 2019年 | 10月23日 | 『島本須美sings ジブリ リニューアルピアノバージョン』      | ワーナーミュージック・ジャパン                  | CD                       | WPCL-13118                          | 「Cateen（角野隼斗）」として収録全曲ピアノアレンジ・ピアノ演奏                                                      |
| 2020年 | 3月4日   | 『image20』                                                | ソニー・ミュージックジャパン インターナショナル | CD                       | SICC-30551                          | 角野の編曲・演奏による「ラフマニノフ『交響曲第2番』から第3楽章（ピアノ編曲版）」を収録                              |
| 2020年 | 8月9日   | 『彩の華』                                                 |                                                 | CD                       | WSAIC-004                           | 「和太鼓グループ彩 -sai-」のCDシングル 収録曲「さくら色の約束」に「かてぃん」名義でピアノアレンジ・ピアノ演奏で参加 |
| 2020年 | 10月28日 | 『あなたがいるだけで』                                     | よしもとミュージック                            | CD・デジタルダウンロード | YRCN-95331                          | 中孝介のアルバム 収録曲「寒月」にアレンジ・ ピアノ演奏で参加                                                        |
| 2020年 | 12月18日 | 『別解』                                                   | Yoruneco Records                                | デジタルダウンロード     |                                     | 映秀。のデジタルEP 収録全曲にピアノアレンジ・ピアノ演奏で参加                                                       |
| 2021年 | 3月17日  | 『第壱楽章』                                               | ユニバーサルシグマ                              | CD・デジタルダウンロード | 初回盤：UMCK-7105 通常盤：UMCK-1686 | 映秀。のファーストアルバム 収録曲「笑い話」の作曲を映秀。と共に行う。多くの楽曲にアレンジ・ピアノ演奏などで参加     |
| 2021年 | 3月24日  | 『In A Landscape』                                         | 日本コロムビア                                  | CD・デジタルダウンロード | COCQ-85523                          | 筝曲プレイヤーLEOの4枚目のアルバム 収録曲「1919」にピアノ演奏で参加                                                 |
| 2021年 | 3月31日  | 『VOICE － An Awakening At The Opera －』                  | ユニバーサルミュージック                        | CD・デジタルダウンロード | UCCG-1882                           | 水野蒼生の3枚目のアルバム 収録曲「VOICE Op.1 feat. 角野隼斗」にピアノアレンジ・ピアノ演奏で参加                     |
| 2021年 | 6月2日   | 『 NATSUMONOGATARI』                                       | セーニャ・アンド・カンパニー                    | デジタルダウンロード     |                                     | ゆずの配信限定シングル ピアノ演奏で参加                                                                             |
| 2021年 | 11月17日 | 『第弐楽章 -青藍-』                                        | ユニバーサルシグマ                              | CD・デジタルダウンロード | 初回盤：UMCK-7149 通常盤：UMCK-1706 | 映秀。のセカンドアルバム 収録曲中4曲にアレンジ、演奏で参加                                                          |
| 2023年 | 11月1日  | 『スタジオジブリトリビュート・アルバム「ジブリをうたう」』 | ビクターエンタテインメント                      | CD                       | VICL-65894                          | 人生のメリーゴーランド（映画「ハウルの動く城」より）                                                                |

## 楽曲提供
- NHK サタデーウオッチ9 テーマ音楽（2022年4月 - 2024年3月）
作曲・編曲・ピアノ演奏：角野隼斗
- NHK サタデーウオッチ9 テーマ音楽『Polaris』（2024年4月 - ）
作曲・ピアノ演奏：角野隼斗
編曲：角野隼斗・関向弥生[61]

## 出演

### テレビ番組
- 徹子の部屋（テレビ朝日、2023年4月6日[62]、2025年3月4日[63]）
- 街角ピアノスペシャル 「角野隼斗 ニューヨークを行く」[64]（NHK BS、2023年10月7日）
- アナザースカイ（日本テレビ、2025年3月1日） - 訪問地：ドイツ・ベルリン[65]
- クラシック倶楽部（NHK BS、2025年5月5日・6日） - 角野隼斗 ピアノ・リサイタルI・II（2025年2月22日サントリーホールにおけるリサイタルを収録し、2回に分けて放送）[66][67]
- SWITCHインタビュー 達人達「角野隼斗×山下真由子 EP2」（2025年5月9日、NHK Eテレ）[68]

### ラジオ番組
- メゾン・ド・ミュージック「角野隼斗のはやとちりラジオ」（2020年4月 - 2023年3月、MBSラジオ）[59] - 毎月第2水曜日の深夜25時30分 - 26時30分
- RadioCrossOver（2021年12月30日、NHK FM）[69]
- かてぃんのオールナイトニッポン0(ZERO)（2022年1月4日、ニッポン放送）[70]

### CM
- サッポロビール：ヱビスプレミアムホップブレンドゴールデンエール Web CM（出演・ピアノ演奏、2020年12月 - ）[71]
- カシオ計算機：CASIO 電子楽器 PXS1100 Privia（出演・ピアノ演奏、アンバサダー、2021年3月 - ）[72]
- 講談社：左手のための二重奏CM（出演・ピアノ演奏、2021年6月 - ）[73]
- ゼンハイザー：イヤフォン・ヘッドフォンのアーティストエンドース[74][75]
- ブルボン：ビスケットシリーズ・ルマンド・ルマンドアイス・贅沢ルマンドCM（楽曲提供・ピアノ演奏、2021年6月 - ）[76]
- NTTドコモ : 「あなたと世界を変えていく。」人間拡張篇（出演・ピアノ演奏、2022年2月 - ）[77][動画 8]